# یخچال بمباردیر
یخچال بمباردیر یخچالی است که در جنوب شرقی از لبه فلات دیترویت در ساحل نوردنسکولد در جزیره گراهام، قطب جنوب و از طریق آبراهی عمیق بین قله دارزالاس و قله تراو تخلیه می‌شود تا سرانجام به یخچال Edgeworth می‌پیوندد و به خلیج Mundraga می‌ریزد. این منطقه بر اساس بررسی‌های انجام شده توسط بررسی وابستگی جزایر فالکلند (۱۹۶۰–۱۹۶۱) و توسط کمیته نام‌های مکان‌های قطب جنوب بریتانیا به نام جوزف-آرماند بمباردیر، مهندس کانادایی که ماشین برفی را از سال ۱۹۲۶ تا ۱۹۳۷ توسعه داد، نامگذاری شد.